# Isla Juan Venado
Isla Juan Venado är en ö och ett naturreservat i kommunen León i Nicaragua. Den långsmala ön sträcker sig längs Stilla havskusten. Sydsidan är en 18 kilometer lång sandstrand medan nordsidan består av ett ringlande vattendrag som sträcker sig från Las Peñitas till Salinas Grande. Ön är ungefär 10 km2 stor. Naturreservatet, som skapades 1983, är 46 km2, då det även inkluderar våtmarkerna innanför ön och havsområdet utanför.